# Oscar Lemming
Oscar Runo Lemming, född 11 oktober 1886 i Göteborg, död 30 augusti 1979 i Adolf Fredriks församling, Stockholms län, var en svensk friidrottare (häcklöpning, femkamp och tresteg) samt kapten vid Västernorrlands regemente. Han var bror till Eric Lemming.
Han tävlade för klubbarna Göteborgs IF och IS Lyckans Soldater.
Han hade det svenska rekordet i tresteg 1905 till 1906 och på 110 meter häck 1904 till 1907.
År 1908 deltog Lemming på 110 meter häck vid OS i London men utgick i försöken. Han var med vid OS i Stockholm 1912 i femkamp men slogs ut efter fyra grenar. Oscar Lemming är gravsatt på Norra begravningsplatsen utanför Stockholm.